# Budapest Wolves 2024
Questa voce raccoglie le informazioni riguardanti i Budapest Wolves nelle competizioni ufficiali della stagione 2024.

## Prima squadra

### Hungarian Football League 2024

#### Stagione regolare
| Dunakeszi 13 aprile 2024, ore 15:00 Recupero 1ª giornata | VSD Rangers | 8 – 28 | Budapest Wolves | Magyarság Sportpálya |

| Budapest 21 aprile 2024, ore 13:00 3ª giornata | Budapest Wolves | 22 – 48 | Budapest Titans | Angyalföldi Sportközpont |

| Budapest 19 maggio 2024, ore 15:00 Anticipo 6ª giornata | Budapest Cowbells | 31 – 3 | Budapest Wolves | Papírgyári pálya |

| Budapest 9 giugno 2024, ore 15:00 7ª giornata | Budapest Wolves | 13 – 10 (0-3 7-0 3-7 3-0) | Győr Sharks | Angyalföldi Sportközpont |

| Budapest 23 giugno 2024, ore 15:00 8ª giornata | Budapest Wolves | 14 – 21 | Újpest Bulldogs | Angyalföldi Sportközpont |

#### Playoff
| Budapest 7 luglio 2024, ore 15:00 Semifinale | Budapest Cowbells | 24 – 7 | Budapest Wolves | Papírgyári pálya |

### Statistiche di squadra
| Competizione      | %Vittorie | In casa | In casa | In casa | In casa | In casa | In casa | In trasferta | In trasferta | In trasferta | In trasferta | In trasferta | In trasferta | Totale | Totale | Totale | Totale | Totale | Totale |
| Competizione      | %Vittorie | G       | V       | N       | P       | Pf      | Ps      | G            | V            | N            | P            | Pf           | Ps           | G      | V      | N      | P      | Pf     | Ps     |
| ----------------- | --------- | ------- | ------- | ------- | ------- | ------- | ------- | ------------ | ------------ | ------------ | ------------ | ------------ | ------------ | ------ | ------ | ------ | ------ | ------ | ------ |
| Stagione regolare | .400      | 3       | 1       | 0       | 2       | 49      | 79      | 2            | 1            | 0            | 1            | 31           | 39           | 5      | 2      | 0      | 3      | 80     | 118    |
| Playoff           | .000      | 0       | 0       | 0       | 0       | 0       | 0       | 1            | 0            | 0            | 1            | 7            | 24           | 1      | 0      | 0      | 1      | 7      | 24     |
| Totale            | .333      | 3       | 1       | 0       | 2       | 49      | 79      | 3            | 1            | 0            | 2            | 38           | 63           | 6      | 2      | 0      | 4      | 87     | 142    |

## Seconda squadra

### Divízió II 2024

#### Stagione regolare
| 13 aprile 2024 1ª giornata | Cassovia Steelers | 20 – 0 (a tavolino) | Budapest Wolves 2 |  |

| Nyúl 27 aprile 2024, ore 15:00 2ª giornata | Győr Sharks 2 | 20 – 0 (a tavolino) | Budapest Wolves 2 | Nyúli Sportpálya |

| 12 maggio 2024 3ª giornata | Pécs Legioners | 20 – 0 (a tavolino) | Budapest Wolves 2 |  |

| 16 giugno 2024 6ª giornata | Budapest Wolves 2 | 0 – 20 (a tavolino) | Eger Heroes |  |

| 30 giugno 2024 8ª giornata | Budapest Wolves 2 | 0 – 20 (a tavolino) | DEAC Gladiators |  |

### Statistiche di squadra
| Competizione      | %Vittorie | In casa | In casa | In casa | In casa | In casa | In casa | In trasferta | In trasferta | In trasferta | In trasferta | In trasferta | In trasferta | Totale | Totale | Totale | Totale | Totale | Totale |
| Competizione      | %Vittorie | G       | V       | N       | P       | Pf      | Ps      | G            | V            | N            | P            | Pf           | Ps           | G      | V      | N      | P      | Pf     | Ps     |
| ----------------- | --------- | ------- | ------- | ------- | ------- | ------- | ------- | ------------ | ------------ | ------------ | ------------ | ------------ | ------------ | ------ | ------ | ------ | ------ | ------ | ------ |
| Stagione regolare | .000      | 2       | 0       | 0       | 2       | 0       | 40      | 3            | 0            | 0            | 3            | 0            | 60           | 5      | 0      | 0      | 5      | 0      | 100    |
| Totale            | .000      | 2       | 0       | 0       | 2       | 0       | 40      | 3            | 0            | 0            | 3            | 0            | 60           | 5      | 0      | 0      | 5      | 0      | 100    |